# مسرح إنزيان
مسرح انزيان Enzian Theater هو مسرح وبيت فني غير هادف للربح يقع في ميتلاند في ولاية فلوريدا الأمريكية. يستضيف المسرح مهرجان فلوريدا السينمائي والعديد من المهرجانات السينمائية الأخرى.
يجلس رواد المسرح في مقاعدهم حول طاولات تقدم إليهم المشروبات والوجبات أثناء مشاهدتهم الأفلام.
شعار المسرح هو: الفيلم هو الفن.